# Engolo
Engolo ili NGolo (riječ koja na kikongo jeziku znači snaga ili moć) afrička je borilačka vještina, koja se foklorno izvodi kao ritualna borba raznih etničkih skupina oko rijeke Cunene u južnoj Angoli.
Stil borbe uključuje različite udarce nogama, izmicanja i zamahe nogama, s naglaskom na obrnute položaje, odnosno s jednom ili više ruku na tlu. 
Engolo vještinu borbe u literaturi prvi spominje Albano Neves e Sousa u nizu crteža koji pokazuju različite tehnike i njihove sličnosti s afro-brazilskom umjetničkom formom Capoeire 1960-ih. Engolo je jedna od nekoliko afričkih borilačkih vještina afričke dijaspore u Americi.

## Vanjske poveznice
- Traditional fighting in Africa - Engolo
- About Engolo
- Engolo - Martial art